# Oldenlandia lineata
Oldenlandia lineata är en måreväxtart som först beskrevs av William Roxburgh, och fick sitt nu gällande namn av Carl Ernst Otto Kuntze. Oldenlandia lineata ingår i släktet Oldenlandia och familjen måreväxter. Inga underarter finns listade i Catalogue of Life.